# Henry Maxse
Henry Berkeley Fitzhardinge Maxse (1832 w Effingham Hill – 10 września 1883 w Saint John’s) – brytyjski polityk i wojskowy, syn Jamesa Maxse’a i lady Caroline Berkeley, córki 5. hrabiego Berkeley.
Szybko rozpoczął karierę wojskową i już w wieku 17 lat został porucznikiem Grenadierów Gwardii (Grenadier Guards). W 1852 r. zmienił jednostkę na 13 pułk lekkich dragonów (13th Light Dragoons), ale jeszcze w tym samym roku przeniósł się do 21 pułku pieszego (21st Foot). Brał udział w wojnie krymskiej, gdzie w 1854 r. został adiutantem lorda Cardigana, dowódcy Lekkiej Brygady Kawalerii. Maxse brał udział w słynnej "szarży lekkiej brygady" w bitwie pod Bałakławą 25 października 1854 r. Został podczas niej ciężko ranny i zwolniony ze służby. Otrzymał wówczas turecki Order Medżydów oraz stopień kapitana Coldstream Guards.
W 1855 r. uzyskał awans do stopnia majora. W 1863 r. został podpułkownikiem. W tym samym roku objął stanowisko gubernatora porucznika wyspy Helgoland (od 1864 r. gubernatora). 22 grudnia 1873 r. zrezygnował z czynnej służby. W 1881 r. został mianowany gubernatorem Nowej Fundlandii. Położył wielkie zasługi w stworzeniu linii kolejowej na wyspie. Maxse nie spędzał jednak na Nowej Fundlandii wiele czasu. Przebywał głównie w Niemczech.
Maxse zyskał sławę znakomitego germanisty. W 1883 r. opublikował angielskie tłumaczenie listów Bismarcka do żony i sióstr (Prince Bismarck's Letters to his Wife and Sisters). Zmarł w tym samym roku z powodu ran odniesionych pod Bałakławą. Był komandorem Orderu Świętego Michała i Świętego Jerzego.
W 1859 r. poślubił Auguste von Rudloff i miał z nią trzech synów:
- Ernest Maxse (18 listopada 1863 – 13 marca 1943)
- Craven Fitzhardinge Alexander Maxse (1865 – 10 maja 1926), ożenił się z Clarą Basch i Nellie Grout, nie miał dzieci
- Reginald Edgar Maxse (1869 – 29 czerwca 1945), ożenił się z Elizabeth Hahn, nie miał dzieci

Postać Henry’ego Maxse’a występuje w filmie Tony’ego Richardsona Szarża lekkiej brygady z 1968 r. W roli kapitnana Maxse’a wystąpił Ben Aris.
Pochowany został na Brookwood Cemetery w hrabstwie Surrey, w Anglii.